# Advanced Systems Format
Advanced Systems Format is een containerformaat ontwikkeld door Microsoft. Het wordt vooral gebruikt voor het streamen van audio en video.

## Containerformaat
Dat ASF een containerformaat is betekent dat het verschillende soorten media kan bevatten. Bij ASF zijn dit de volgende vier types.

### Video
ASF kan multi-bitrate video bevatten, waardoor de bitrate kan worden aangepast aan de noden van de gebruiker. Bekijkt een gebruiker bijvoorbeeld een video die zich op het internet bevindt op een goed uitgeruste computer, dan zal hij dit meestal in een zo hoog mogelijke kwaliteit willen doen, er kan dan naar een hogere bitrate worden geschakeld. Wil hij daarentegen zo'n video op een handheld (zoals een mobiele telefoon of een PDA) bekijken, dan zal er voor een lagere bitrate (en dus slechtere kwaliteit) moeten worden gekozen omdat zo'n toestel meestal een tragere verbinding met het internet heeft.
Meestal wordt voor de video het door Microsoft ontwikkelde WMV gebruikt, maar er kan evengoed een andere videocodec worden gebruikt.

### Audio
Net zoals bij de videocomponent wordt meestal het door Microsoft ontwikkelde formaat gebruikt (WMA voor audio in tegenstelling tot WMV voor video). Er kunnen uiteraard - zoals bij de videocomponent - ook andere codecs worden gebruikt.

### Metadata
Metadata zijn gegevens over de inhoud van het bestand, zoals de auteur en de titel van het bestand.

### Index
Een index is een object dat naar een bepaalde locatie in een stroom data verwijst, zo kan de gebruiker direct naar die bepaalde locatie in het bestand gaan. Dit is bijvoorbeeld handig om naar een bepaald hoofdstuk in een film te verplaatsen.

## Extensies
Microsoft voorziet drie verschillende extensies, afhankelijk van de inhoud van de ASF-container. Dit heeft als voordeel dat een gebruiker op zijn systeem elke extensie kan koppelen aan een ander programma. Zou dit systeem niet worden gebruikt, dan zou de gebruiker telkens eerst zelf moeten uitzoeken wat de inhoud van een bestand met de extensie .ASF is om vervolgens de geschikte codecs te zoeken.

De drie gebruikte extensies zijn:
- .WMA, voor bestanden die enkel audio bevatten die gecomprimeerd werd met de Windows Media Audio codec.
- .WMV, voor bestanden die audio en video bevatten die respectievelijk gecomprimeerd werden met de Windows Media Audio en Windows Media Video codecs.
- .ASF, voor bestanden die met een andere codec werden gecomprimeerd.[3]